# Чемпионат Европы по автогонкам 1938 года
Чемпионат Европы по автогонкам 1938 года стал шестым сезоном Чемпионата Европы AIACR. Победителем чемпионата стал немецкий гонщик Рудольф Караччола из команды Mercedes-Benz. 

## Гран-при
| № | Дата        | Гран-при           | Трасса       | Победитель          | Команда       | Отчёт |
| - | ----------- | ------------------ | ------------ | ------------------- | ------------- | ----- |
| 1 | 3 Июля      | Гран-при Франции   | Реймс-Гу     | Манфред фон Браухич | Mercedes-Benz | Отчёт |
| 2 | 24 Июля     | Гран-при Германии  | Нюрнбургринг | Ричард Симэн        | Mercedes-Benz | Отчёт |
| 3 | 21 Августа  | Гран-при Швейцарии | Бремгартен   | Рудольф Караччола   | Mercedes-Benz | Отчёт |
| 4 | 11 Сентября | Гран-при Италии    | Монца        | Тацио Нуволари      | Auto Union    | Отчёт |

## Финальное положение в чемпионате
| Место | Гонщик              | Франция | Германия | Швейцария | Италия | Очки |
| ----- | ------------------- | ------- | -------- | --------- | ------ | ---- |
| 1     | Рудольф Караччола   | 2       | 2        | 1         | 3      | 8    |
| 2     | Манфред фон Браухич | 1       | Выбыл    | 3         | Выбыл  | 15   |
| 3     | Херманн Ланг        | 3       | Выбыл    | 10        | Выбыл  | 17   |